# Publicanus
Publicanus (mv. publicani) was in het Romeinse Rijk de algemene benaming voor een particulier persoon die, krachtens een zakelijke overeenkomst met de Staat, bepaalde taken voor deze uitvoerde.
De functies van publicani werden door de censores ter gelegenheid van het lustrum aan de meestbiedende verpacht en konden onder meer de volgende sectoren betreffen:
- aanleg van bouwwerken
- voedsel- en andere leveranties
- aanbesteding van werk in de staatsmijnen
- inning van portoria en andere staatsinkomsten

Daarbij moest de publicanus aan de staat een voorschot betalen, zekerheid garanderen en de jaarlijkse pachtsom voldoen. Op deze manier ontving de staat een gegarandeerd vast inkomen, zonder de lasten te hebben van een eigen ambtenarenapparaat en bijbehorende administratieve rompslomp.
De belangrijkste en meest bekende publicani vormden ongetwijfeld de ook vanuit het Nieuwe Testament bekende tollenaars of belastinginners, die meer dan eens berucht werden om hun afpersingspraktijken (cf. de zaak Verres).

## Evolutie
Mettertijd ontstond een beroepsvereniging van publicani, de zogenaamde ordo publicanorum, die tot een machtige belangenorganisatie uitgroeide, doordat de leden ervan grotendeels behoorden tot de geprivilegieerde ridderstand en grote rijkdommen verworven hadden. Tegen het einde van de Republiek, toen het aantal werkzaamheden toenam, sloten de publicani zich aaneen in sterk georganiseerde societates, waarvan de leiding in handen van een magister en het zakelijk beleid bij een manceps lag. Hun "aandelen" (partes; "aandeelhouder" = particeps) werden ook verhandeld. Een pro magistro vertegenwoordigde de magister in de provincies. Zijn staf bestond vaak uit slaven en vrijgelatenen.
Klachten over de inning van portoria leidden onder Nero tot controlemaatregelen: keizerlijke procuratores zouden voortaan toezicht houden op de activiteiten van de publicani. 
 Ten tijde van Trajanus was de functie van de publicanus sterk gereduceerd: voortaan was hij nog enkel een belastinggaarder.